# 中华人民共和国第十三届运动会桥牌比赛
中华人民共和国第十三届运动会桥牌比赛于2017年7月15日在天津结束。

## 奖牌榜
| 項目       | 金牌                                    | 银牌                                    | 铜牌                                      |
| 公开团体赛 | 天津队 （赵杰、马继红、郑一心、董春晖） | 广东队 （黄斌、谭钜华、潘维民、何立强） | 河北队 （杨洋、刘运青、孙纲、蔡阳）       |
| 女子团体赛 | 上海队 （王文霏、沈琦、刘逸倩、朱萍）   | 北京队 （杜冰、孙铭、董永灵、古玲）     | 甘肃队 （王芳、米笑丽、冯云、冯霞）       |
| 青年团体赛 | 天津队 （刘思成、褚子杰、李澄、王钰扬） | 北京队 （姜保卓、牛元喆、刘畅、周熤）   | 山东队 （张晨歌、邵雅琪、邵雨桐、张翔宇） |
| 公开双人组 | 福建队 陈终生/沈青                      | 江苏队 刘钧/张伟                        | 福建队 黄建辉/黄汉                        |
| 女子双人组 | 上海队 刘逸倩/朱萍                      | 上海队 王文霏/沈琦                      | 江苏队 王菊瑜/周美玲                      |
| 青年双人组 | 天津队 刘思成/褚子杰                    | 北京队 姜保卓/牛元喆                    | 湖南队 赵清扬/贺焱三                      |

1. ↑  .   [2017-07-17]. （原始内容存档于2019-06-26）.